# 헬라 세포
헬라 세포 또는 힐라 세포(HeLa cell, /ˈhiːlɑː/)는 무한하게 증식하는 세포주로 과학 연구에서 가장 오래되고 흔하게 사용되는 세포주이다. 헬라 세포주는 1951년 2월 8일  헨리에타 랙스(Henrietta Lacks)라는 자궁경부암 환자의 세포에서 유래하였으며, 연구에서 쓰이는 다른 세포주에 비하여 내성이 있고 증식력이 높다.
1940년대에 실험에 쓰인 사람 세포는 며칠 채 생존하지 못하였기 때문에 과학자들은 실제 실험보다 실험에 필요한 세포를 살리는데 더 많은 시간을 소비하였다. 헨리에타의 종양에서 세포를 얻은 조지 가이(George Otto Gey)는 헨리에타의 세포 일부가 살아서 증식한다는 것을 발견하였다. 그는 특정한 세포 하나를 분리하여 증식시키고, 그 세포주에 헨리에타 랙스(Henrietta Lacks)의 이름을 따서 헬라 세포(HeLa cell)라고 명명하였다. 수 차례 분열한 후에도 죽지 않는(immortal) 세포 중에서 사람 세포로서 실험실에서 증식한 최초의 세포이다.
1954년 조너스 소크는 소아마비 백신 개발에 헬라 세포주를 이용하였다. 헬라 세포는 또한 1955년 최초로 복제된 사람 세포이다.

## 역사

### 기원
헬라 세포는 헨리에타 랙스가 죽기 직전인 1951년에 조지 가이가 얻어냈다. 이 세포는 시험관 내에서(in vitro) 성공적으로 증식한 최초의 사람 세포이다. 가이는 연구실에서 개발한 도구와 기법과 함께 과학의 발전을 꾀하는 누구에게나 헬라 세포를 무료로 기증하였다. 랙스나 그녀의 가족 중 누구도 세포를 추출하는 것을 허락하지 않았지만, 그 시대에는 관례상 허가를 구하거나 필요로 하지 않았다. 세포는 원형 그대로는 특허권을 얻지 않았지만, 이후에 상업적으로 이용되었다. 현재는 수술, 진단 및 치료 과정에서 얻거나 버려지는 폐기물은 의사 혹은 의학 기관의 소유이므로 환자나 그 관계자에게 반드시 고지할 필요는 없다. 랙스의 상황과 이 사안은 무어 대 캘리포니아 대학 평의원(Regents) 판례를 만들었다. 캘리포니아 대법원은 버려진 사람 조직이 그 사람의 재산이 아니며 상업화가 가능하다고 판결하였다.
처음에 세포주는 랙스의 익명성을 보장하기 위하여 "헬렌 레인(Helen Lane)"이나 "헬렌 라슨(Helen Larson)"의 이름을 딴 것으로 알리려고 하였으나, 랙스가 죽은 뒤에 몇 년 이내에 실명이 언론에 거론되었다. 헬라 세포는 암 진단 과정의 일부로 자궁경부의 병변에서 생검한 조직에서 유래되었으므로 암세포로 취급된다. 헬라 세포의 정확한 분류에 대한 논의는 계속되고 있다.
헬라 세포는 다른 세포주와 마찬가지로 불멸(immortal)의 세포이고 기본적인 세포 생존 조건이 맞는 한 배양 접시에서 무한정 분열할 수 있다. 헬라 세포주는 세포 배양 동안에 변이가 계속되어 다양한 세포 계통(strain)으로 발전하였다. 지금까지 헬라 세포에서 분열하여 얻은 세포의 수가 헨리에타 랙스의 전신에 있었던 세포의 수를 훨씬 초과하는 것으로 추정된다.

### 연구에서의 사용
헬라 세포는 폴리오바이러스에 쉽게 감염되고 죽는 것을 관찰하기 용이하여 1950년대에 조너스 소크가 소아마비 백신을 개발할 때 실험용으로 사용되었다. 헬라 세포를 대량으로 생산하기 위하여 1953년 봄, 터스키기 대학에 세포 배양 공장이 설립되었다. 이듬해 소크의 소아마비 백신은 사람을 대상으로 한 임상 실험을 할 수 있게 된다.
1955년 시어도어 퍽(Theodore Puck)과 필립 마커스(Philip Marcus)는 헬라 세포 복제에 성공하였다. 이후 헬라 세포는 암, 에이즈, 유전자 지도 작성, 독성 물질과 방사능의 영향에 대한 연구 뿐만 아니라 화장품, 접착제, 테이프 및 기타 공산품에 대한 사람의 민감도를 검사하는데 쓰인다. 지금까지 증식한 헬라 세포는 5천만톤에 달하며, 관련 특허는 거의 11,000개에 달한다. 2009년 기준으로 헬라 세포를 이용한 연구가 6만 개 이상 출판되었으며, 한 달에 300개 이상 증가하는 추세이다.
헬라 세포는 파보바이러스가 세포를 어떻게 감염시키는지 실험하는데 사용되었다. 오로퓨스 바이러스(Oropouche virus, OROV)를 연구하는데에도 이용되었다. OROV에 감염된 세포는 아폽토시스를 일으킨다. 헬라 세포는 인간 유두종바이러스 E2의 발현과 아폽토시스, 개 디스템퍼 바이러스(canine distemper virus)가 아폽토시스를 유도하는 능력에 대한 연구에 사용된다.
헬라 세포는 에스트라디올, 에스트로겐과 같은 스테로이드성 성 호르몬이나 항암 능력이 있는, 에스트로겐 수용체 작용제인 퀘르세틴(quercetin) 연구에 이용된다. 망고 껍질에서 추출한 에탄올 성분의 항암 활성과 식물화학성분(phytochemical)에 대한 연구에도 헬라 세포가 이용된 바 있다.
2011년, 헬라 세포는 새로운 헵타메틴 염료 IR-808와 기타 유사 물질을 시험하는데에 사용되었다. 헵타메틴 염료는 광역학요법, 방사선 조사, 다른 약물을 동반 투여하는 방법과 조합하여 개별 맞춤형 암 치료 방법으로 이용하거나 의학 진단을 위한 도구로 이용하기 위하여 연구되고 있다. 헬라 세포는 시험관 내 암 연구 뿐만 아니라 광역학요법의 일환으로 풀러렌을 이용한 아폽토시스 유도 연구에도 이용된다. 헬라 세포를 통하여 RNA에 있는 암 지표를 정의하고, RNAi에 기반하여 특정한 암 세포를 식별하거나 간섭하는 방법이 밝혀졌다.

## 분석

### 텔로머레이스
헬라 세포는 암 연구를 위하여 쓰이지만, 다른 암세포에 비해서도 비정상적으로 빠르게 증식한다. 다른 암세포와 마찬가지로 헬라 세포가 분열하는 동안 텔로머레이스가 활성화되어 텔로미어가 점증적으로 짧아지는 것을 방지하고, 이를 통하여 세포는 헤이플릭 한계(Hayflick limit) 이상으로 분열한다.

### 염색체 수
인간 유두종바이러스 18(HPV18)에서 자궁경부 세포로 수평적 유전자 이동 결과 헬라 세포의 유전체는 염색체 수를 포함하여 상당 부분 헨리에타 랙스의 유전체와는 다르다. 헬라 세포는 빠르게 분열하는 암세포로 암 생성 과정과 세포 배양 중에 염색체의 수가 달라진다. 현재까지 추정한 바로는 매우 작은 조각을 포함하여 3배수체 이상의 염색체, 즉 76-80개의 염색체가 존재하고, 그 중 22-25개는 헬라 세포만의 특이적인 염색체로 알려져 있다. 특이적인 염색체는 원래 염색체 여러 개에서 유래하여 본래 핵형 분석법으로 번호를 매기기가 어렵다. 비정상적인 핵형이 어떻게 안정적으로 존재하는지 연구된 바 있다.
인간 유두종바이러스(HPV)는 흔히 세포 DNA에 통합되어 자궁경부암을 일으킨다. 우리는 형광 제자리 혼성화(fluorescence in situ hybridization, FISH) 기법을 이용하여 HPV18이 DNA에 통합되는 자리의 지도를 만들었다. 정상적인 8번 염색체의 장완 24(8q24)에 세 군데, 8q24의 일부를 가진 파생 염색체(derivative chromosome) der(5)t(5;22;8)(q11;q11q13;q24)와 der(22)t(8;22)(q24;q13)에 두 군데로 총 다섯 군데였다. 비교 유전체 혼성화(comparative genomic hybridization, CGH) 결과 8q24 복제 수가 증가하는 것이 보였다. 두 가지 색의 FISH에 c-Myc 탐침을 이용하여 8q24에 나타낸 결과 모든 HPV18 통합 자리에서 c-Myc가 같이 나타났다. 이는 바이러스가 삽입된 이후에 c-Myc가 확산되고 증폭되었음을 나타내며,  단일 통합 자리에 의해 초래되었을 가능성을 보여준다. 염색체 수와 구조 이상, 유전체 불균형, HPV18가 c-Myc 유전자좌에서 통합되는 것(앞에서부터 각각 스펙트럼 핵형 분석(spectral karyotyping), CGH, FISH 기법으로 밝혀짐)은 자궁경부 암종 진행 악화기의 대표적인 특성이다. 헬라 세포 유전체는 수 년간의 반복된 배양에도 매우 안정적이다. 따라서 이상에서 관찰한 유전적 변형이 처음 종양에도 있었으며 자궁경부암이 발달하는 과정에서 일어나는 변화와 관련이 있을 것으로 추정된다. -Macville et al., 1999

### 유전체 전체 서열
2013년 3월 11일 헬라 세포의 완전한 유전체 서열이 밝혀졌다. 랙스의 가족은 이 사실에 대해 모르고 있다가 나중에 이의를 제기하였으며, 저자 일동은 자발적으로 서열 자료에 대한 접근을 보류하였다. 워싱턴 대학교의 제이 센듀어(Jay Shendure)가 지휘한 헬라 세포 시퀀싱 프로젝트의 출판 또한 랙스의 가족의 사생활 문제가 해결될 때까지 유보하기로 결정하였다. 2013년 8월 7일, 미국 국립 보건원장 프랜시스 콜린스(Francis Collins)는 랙스 일가족의 동의 아래 헬라 세포주 유전체에 대한 제한적인 접근 방침을 발표하였다. 자료 접근 위원회는 의학 연구와 헬라 유전체 자료 사용 동의(HeLa Genome Data Use Agreement)에 따라 요청을 검토한다. 위원회는 랙스의 가족 두 명을 포함하여 의학, 과학, 생명윤리계를 대표하는 사람 여섯으로 구성된다. 콜린스는 인터뷰에서 랙스 일가족이 어려운 상황에 참여하고 기꺼이 허락해 준 것에 대한 감사를 표하면서, 일가족과 협력하게 된 것은 과학과 과학의 역사 및 윤리적 문제를 한데 모은 특별한 일이라고 말하였다.

## 오염
헬라 세포는 배양 접시에서 매우 잘 적응하고 성장하기 때문에 통제하기 어려운 경우도 있다. 헬라 세포는 같은 실험실에 있는 다른 세포를 오염시켜서 생물학 연구를 방해하고 연구 결과를 무효화한다. 이미 잘 정립된 세포주의 순도를 검사하려는 연구자는 거의 없기 때문에 헬라 세포가 다른 세포주를 어느 정도 오염시키는지에 대한 자료는 알려져 있지 않다. 시험관 내(in vitro) 세포주 상당수(10-20%)가 헬라 세포에 감염되어 있는 것으로 추정된다. 스탠리 가틀러(Stanley Gartler, 1967)와 월터 넬슨-리스(Walter Nelson-Rees, 1975)가 헬라 세포에 오염된 다양한 세포주에 대한 자료를 처음 발표하였다.
과학 저술가 마이클 골드(Michael Gold)는 저서 《A Conspiracy of Cells》에서 넬슨-리스가 발견한 헬라 세포로 인한 오염이 전 세계적으로 만연한 문제임을 지적하였다. 그는 조너스 소크를 포함하여 명망 있는 연구 시설에도 이와 같은 문제가 존재하며, 학자들의 감정과 자존심, 그리고 실수를 인정하지 않으려는 태도로 인하여 문제가 커졌다고 주장하였다.
과학자와 과학 저술가들은 헬라 세포 오염 문제를 해결할 방법을 모색하는 대신에 계속해서 이 문제를 사람의 실수로 생긴 오류나 결점이 아닌 헬라 세포 자체의 강인함과 압도적인 증식력 때문으로 여기며 단순한 오염 사건으로 다룬다. 교차 오염은 현대 세포 배양 방법의 주요 문제로 현재진행형이라는 연구가 있다.

## 새로운 종으로 제안
헬라 세포는 무한정 증식할 수 있고 염색체 수가 사람과 다르기 때문에 리 밴 베일런(Leigh Van Valen)은 현시대의 새로운 종의 예시로 들고 학명을 Helacyton gartleri로 정하였다. 밴 베일런은 "이 종의 놀라운 적응력"을 발견한 공로로 스탠리 가틀러의 이름을 따 종의 이름을 정한다고 밝혔다. 밴 베일런이 주장은 다음과 같다.
- 헬라 세포는 사람 세포와 염색체가 일치하지 않음
- 헬라 세포의 생태학적 지위(ecological niche)
- 인간의 의도를 넘어서 지속적으로 불어나는 능력
- 자신만의 복제 핵형이 존재함[43]

헬라 세포를 새로운 종으로 제시하는 것과 함께, 밴 베일런은 새로운 과 Helacytidae와 속 Helacyton을 제안하였다. 그러나 이 명명에 따르면 Homo와 Hominidae는 측계통군에 속하게 되는데, Helacyton gartleri는 Homo sapiens(사람)와 가장 가깝기 때문이다.
밴 베일런의 제안은 저명한 진화생물학자들이나 과학계에서 받아들여지지 않고, 대개는 거의 주목을 받지도 못하고 있다. 헬라 세포는 암 핵형의 불안정성과 엄밀한 의미의 조상-자손 계보가 존재하지 않기 때문에 단세포 무성생식을 하는 독립적인 종의 기준을 충족하지 못한다. 단지 헬라 세포는 인간 세포를 대표한다고 보기에는 부정확하며, 정상 핵형에 더 가까운 다른 인간 유래 세포주와 동시에 사용되어야 한다.

## 사진

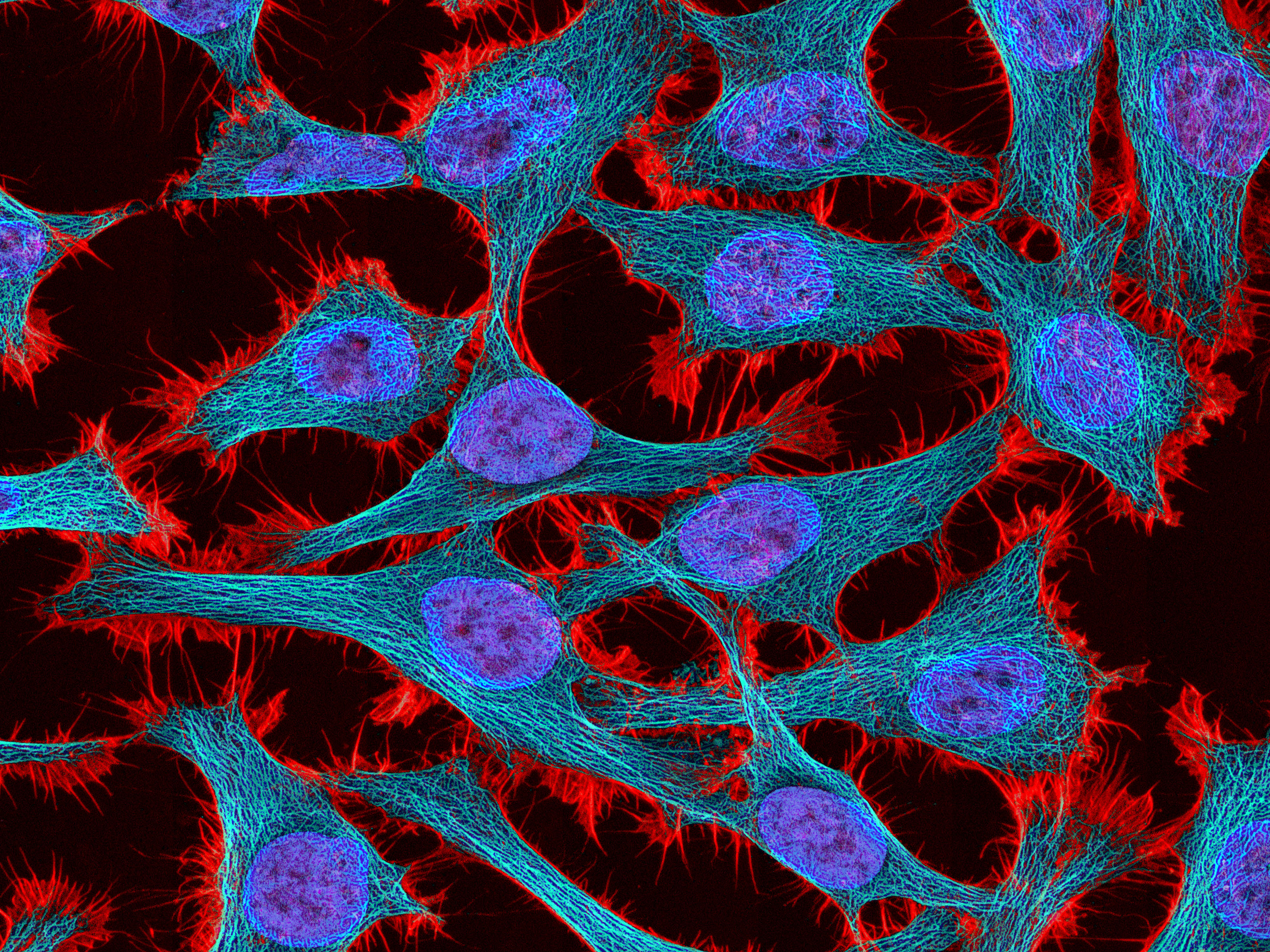
다(多)광자 형광현미경 사진. 액틴섬유와 결합한 팔로이딘(phalloidin) 독소(붉은색), 미세소관(하늘빛 파랑), 세포핵(세포 가운데 둥그스름한 파랑 계열)
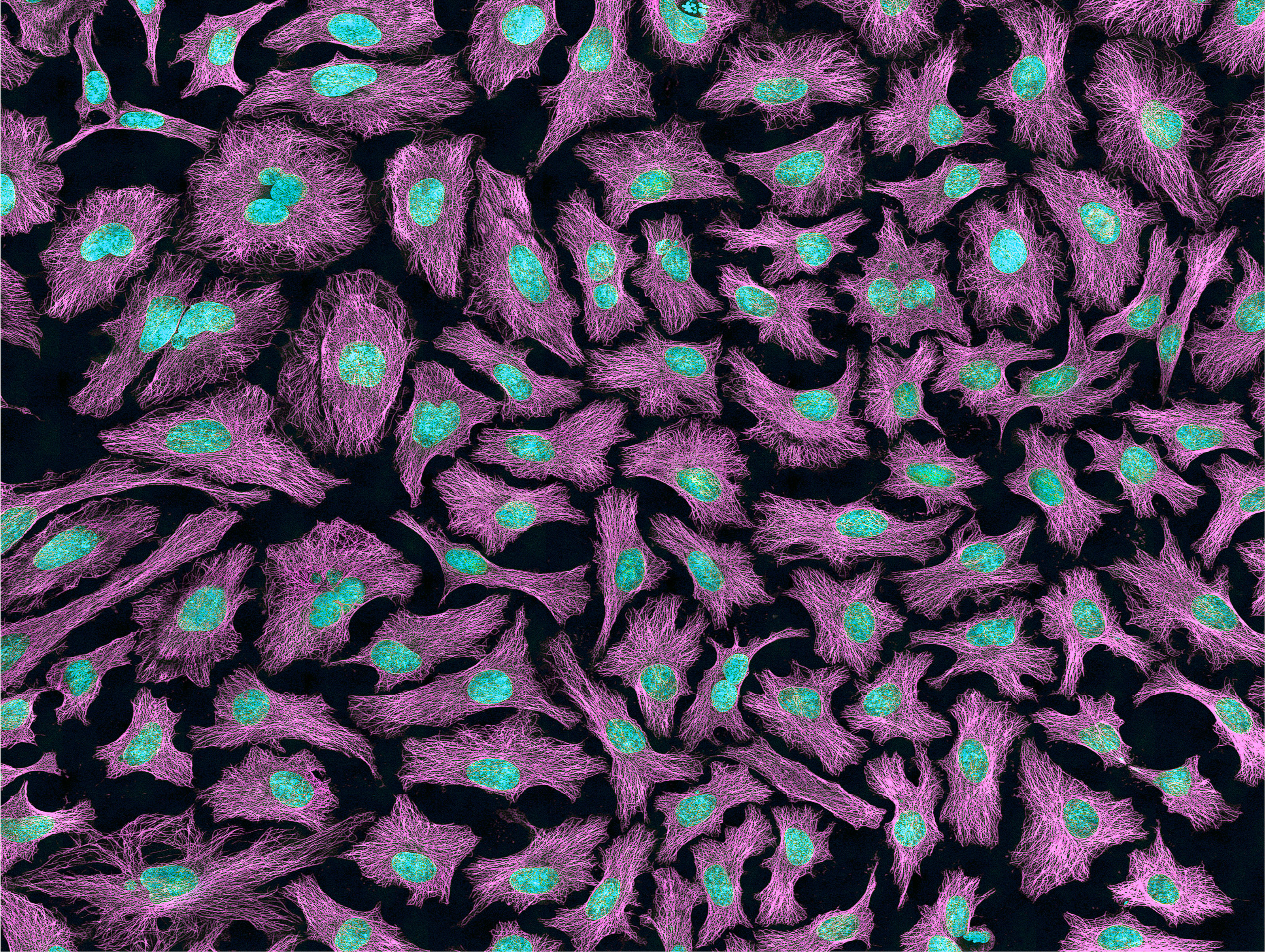
다(多)광자 형광현미경 사진. 세포골격 미세소관(보라색), DNA(하늘색)
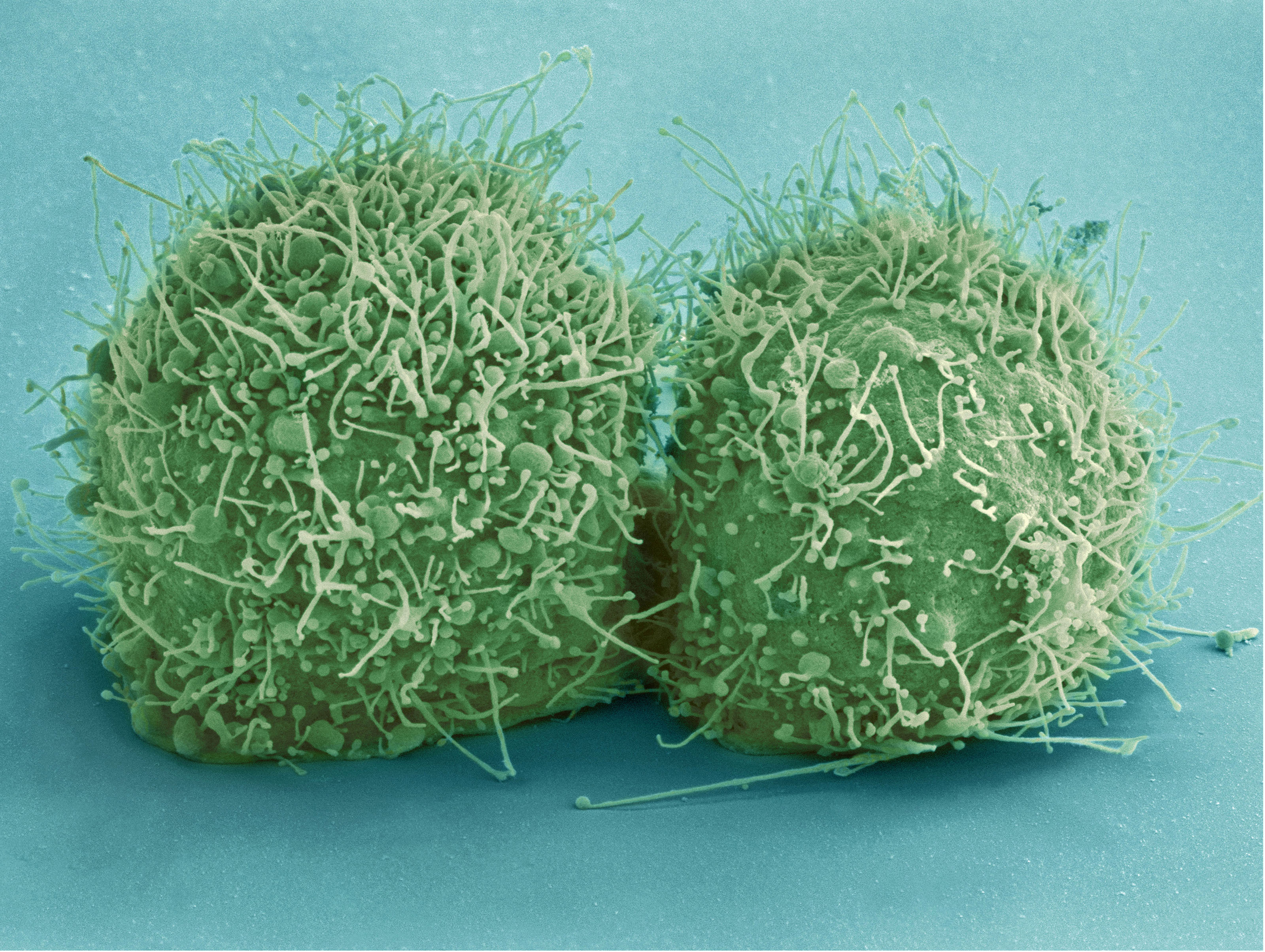
분열한 직후의 헬라 세포의 주사 전자 현미경 사진.
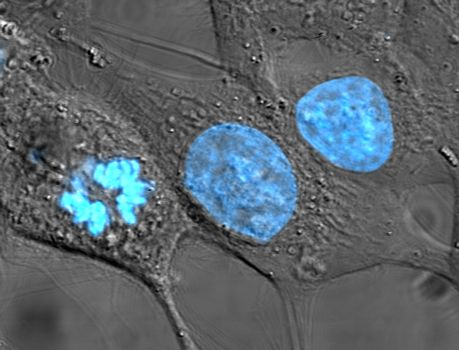
회흐스트(Hoechst stain) 33258로 염색한 헬라 세포.
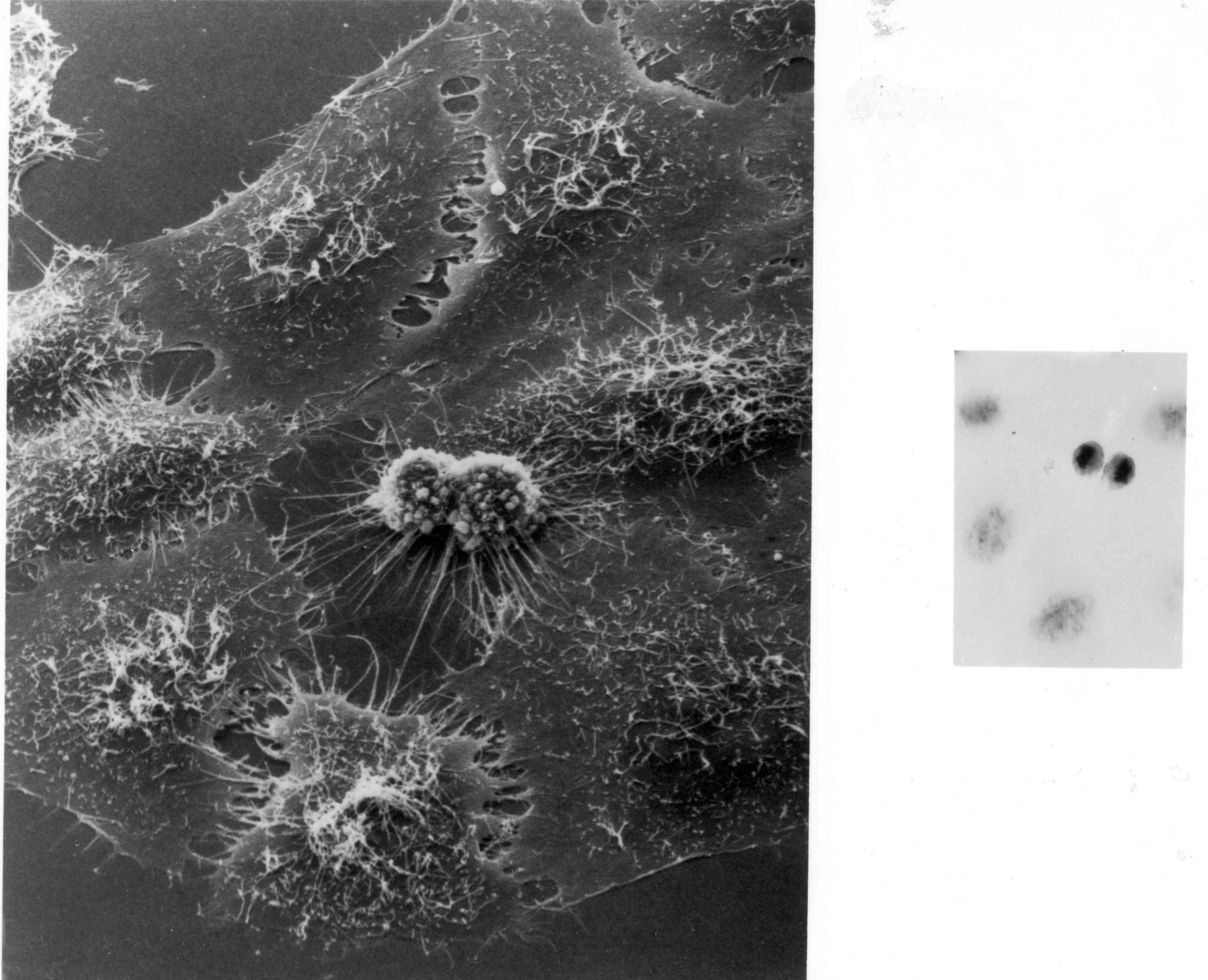
주사 전자 현미경으로 본 분열중인 헬라 세포.
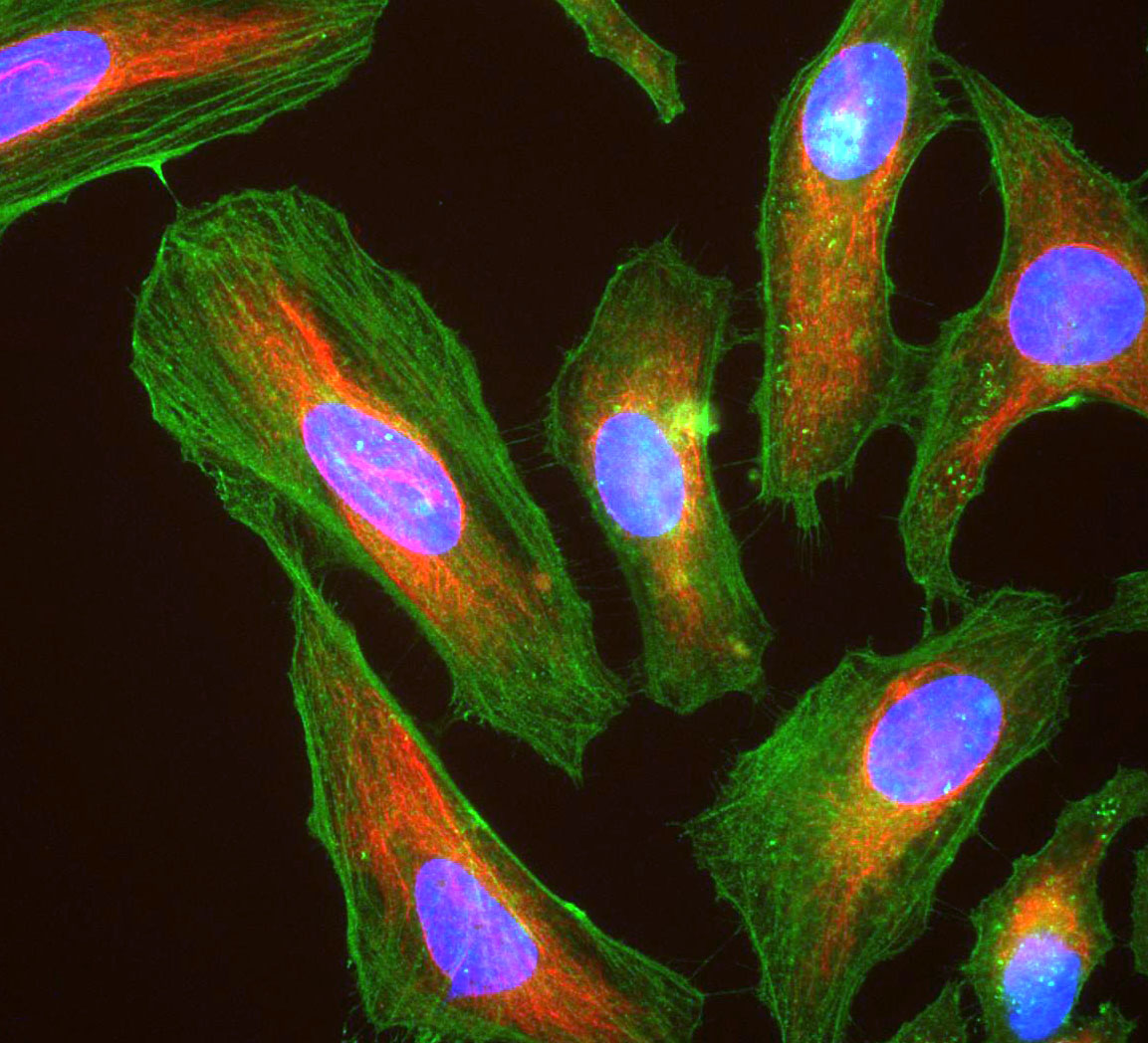
액틴섬유 (초록색), 비멘틴(vimentin, 빨간색) DNA(파란색) 항체로 염색한 헬라 세포.

### 참고 문헌
1. ↑  Rahbari R, Sheahan T, Modes V, Collier P, Macfarlane C, Badge RM (2009). “A novel L1 retrotransposon marker for HeLa cell line identification”. 《BioTechniques》 (영어) 46 (4): 277–84. PMC 2696096. PMID 19450234.
2. ↑  Scherer WF, Syverton JT, Gey GO (1953). “Studies on the propagation in vitro of poliomyelitis viruses. IV. Viral multiplication in a stable strain of human malignant epithelial cells (strain HeLa) derived from an epidermoid carcinoma of the cervix”. 《J. Exp. Med.》 (영어) 97 (5): 695–710. doi:10.1084/jem.97.5.695. PMC 2136303. PMID 13052828.
3. 1 2  Capes-Davis A, Theodosopoulos G, Atkin I, Drexler HG, Kohara A, MacLeod RA, Masters JR, Nakamura Y, Reid YA, Reddel RR, Freshney RI (2010). “Check your cultures! A list of cross-contaminated or misidentified cell lines”. 《Int. J. Cancer》 (영어) 127 (1): 1–8. doi:10.1002/ijc.25242. PMID 20143388.
4. 1 2 3 4 5 6  Batts DW (2010년 5월 10일). “Cancer cells killed Henrietta Lacks – then made her immortal” (영어). The Virginian-Pilot. 1, 12–14쪽. 2016년 11월 25일에 원본 문서에서 보존된 문서. 2012년 3월 17일에 확인함.
5. ↑  Claiborne R, Wright S (2010년 1월 31일). “How One Woman's Cells Changed Medicine” (영어). ABC World News. 2012년 8월 19일에 확인함.
6. 1 2  Smith, Van (2002년 4월 17일). “Wonder Woman: The Life, Death, and Life After Death of Henrietta Lacks, Unwitting Heroine of Modern Medical Science”. 《Baltimore City Paper》 (영어). 2004년 8월 14일에 원본 문서에서 보존된 문서. 2012년 8월 19일에 확인함.
7. ↑  Puck TT, Marcus PI (1955년 7월 15일). “A Rapid Method for Viable Cell Titration and Clone Production With Hela Cells In Tissue Culture: The Use of X-Irradiated Cells to Supply Conditioning Factors.”. 《Proc Natl Acad Sci U S A》 (영어) 41 (7): 432–7.
8. ↑  Washington, Harriet (1994년 10월). “Henrietta Lacks: An Unsung Hero” (영어). Emerge Magazine.
9. 1 2  Skloot, Rebecca (2010). 《The Immortal Life of Henrietta Lacks》 (영어). New York: Crown/Random House. ISBN 978-1-4000-5217-2.
10. ↑  Sharrer T (2006). “"HeLa" Herself”. 《The Scientist》 (영어) 20 (7): 22.
11. ↑  Scherer WF, Syverton JT, Gey GO (1953). “Studies On The Propagation In Vitro Of Poliomyelitis Viruses: Iv. Viral Multiplication In A Stable Strain Of Human Malignant Epithelial Cells (Strain Hela) Derived From An Epidermoid Carcinoma Of The Cervix”. 《Journal of Experimental Medicine》 (영어) 97 (5): 695–710. doi:10.1084/jem.97.5.695. PMC 2136303. PMID 13052828.
12. ↑  Masters, John R. (2002). “TIMELINEHeLa cells 50 years on: the good, the bad and the ugly”. 《Nature Reviews Cancer》 (영어) 2 (4): 315–319. doi:10.1038/nrc775. PMID 12001993.
13. ↑  Turner, Timothy (2012). “Development of the Polio Vaccine: A Historical Perspective of Tuskegee University's Role in Mass Production and Distribution of HeLa Cells”. 《Journal of Health Care for the Poor and Underserved》 (영어) 23 (4a): 5–10. doi:10.1353/hpu.2012.0151.
14. ↑  Brownlee, K. A. (1955). “Statistics of the 1954 Polio Vaccine Trials*”. 《Journal of the American Statistical Association》 (영어) 50 (272): 1005–1013. doi:10.1080/01621459.1955.10501286.
15. ↑  Puck TT, Marcus PI; Marcus (1955). “A Rapid Method for Viable Cell Titration and Clone Production with Hela Cells in Tissue Culture: The Use of X-Irradiated Cells to Supply Conditioning Factors”. 《Proceedings of the National Academy of Sciences of the United States of America》 (영어) 41 (7): 432–7. doi:10.1073/pnas.41.7.432. PMC 528114. PMID 16589695.
16. ↑  Margonelli, Lisa (2010년 2월 5일). “Eternal Life”. 《New York Times》 (영어) (New York). 2014년 4월 23일에 확인함.
17. ↑  Parker J, Murphy W, Wang D, O'Brien S, Parrish C (2001). “Canine and feline parvoviruses can use human or feline transferrin receptors to bind, enter, and infect cells”. 《Journal of Virology》 (영어) 75 (8): 3896–3902. doi:10.1128/JVI.75.8.3896-3902.2001. PMC 114880. PMID 11264378.
18. ↑  Acrani GO, Gomes R, Proença-Módena JL, da Silva AF, Carminati PO, Silva ML, Santos RI, Arruda E (2010). “Apoptosis induced by Oropouche virus infection in HeLa cells is dependent on virus protein expression”. 《Virus Res.》 (영어) 149 (1): 56–63. doi:10.1016/j.virusres.2009.12.013. PMID 20080135.
19. ↑  Hou, S.Y. Wu, S. Chiang, C. (2002). “Transcriptional activity among high and low risk human papillomavirus E2 proteins correlates with E2 DNA binding”. 《The Journal of Biological Chemistry》 (영어) 277 (47): 45619–29. doi:10.1074/jbc.M206829200. PMID 12239214.
20. ↑  Del Puerto HL, Martins AS, Milsted A, Souza-Fagundes EM, Braz GF, Hissa B, Andrade LO, Alves F, Rajão DS, Leite RC, Vasconcelos AC (2011). “Canine distemper virus induces apoptosis in cervical tumor derived cell lines”. 《Virol. J.》 (영어) 8: 334. doi:10.1186/1743-422X-8-334. PMC 3141686. PMID 21718481.
21. ↑  Bulzomi, Pamela; Galluzzo, P; Bolli, A; Leone, S; Acconcia, F; Marino, M (2012). “The pro-apoptotic effect of quercetin in cancer cell lines requires ERβ-dependent signals”. 《Journal of cellular physiology》 (영어) 227 (5): 1891–8. doi:10.1002/jcp.22917. PMID 21732360.
22. ↑  Hyeonji Kim, Hana Kim, Ashik Mosaddik, Rajendra Gyawali, Kwang Seok Ahn, Somi Kim Cho (2012). “Induction of apoptosis by ethanolic extract of mango peel and comparative analysis of the chemical consists of mango peel and flesh”. 《Food Chemistry》 (영어) 133 (2): 416–422. doi:10.1016/j.foodchem.2012.01.053.
23. ↑  Tan X, Luo S, Wang D, Su Y, Cheng T, Shi C (2011). “A NIR heptamethine Dye with intrinsic cancer targeting, imaging and photosynthesizing properties”. 《Journal of Biomaterials China》 (영어) 33 (7): 2230–2239. doi:10.1016/j.biomaterials.2011.11.081. PMID 22182749.
24. ↑  Pene, F.; Courtine, E.; Cariou, A. and Mira, J.P. (2009). “Toward theranostics”. 《Crit Care Med》 (영어) 37: S50–S58<. doi:10.1097/CCM.0b013e3181921349.
25. ↑  Briiuner., Thomas; Dieter F.  Hulser (1990). “Tumor Cell Invasion and Gap Junctional  Communication” (PDF). 《Invasion Metastasis》 (영어) 10: :31–4. 2012년 4월 3일에 확인함.
26. ↑  Xie, Z, Wroblewska L, Prochazka L, Weiss R, Benenson Y. (2011). “Multi-Input RNAi-Based Logic Circuit for Identification of Specific Cancer Cells” (PDF). 《Science》 (영어) 333 (6047): 1307–11. doi:10.1126/science.1205527. PMID 21885784.
27. ↑  “Press Release” (PDF) (영어). The Nobel Assembly at Karolinska Institutet. 2009년 10월 5일. 2014년 10월 23일에 확인함.
28. ↑  Ivanković M, Cukusić A, Gotić I, Skrobot N, Matijasić M, Polancec D, Rubelj I (2007). “Telomerase activity in HeLa cervical carcinoma cell line proliferation”. 《Biogerontology》 (영어) 8 (2): 163–72. doi:10.1007/s10522-006-9043-9. PMID 16955216.
29. 1 2 3  Macville M, Schröck E, Padilla-Nash H, Keck C, Ghadimi BM, Zimonjic D, Popescu N, Ried T (1999). “Comprehensive and definitive molecular cytogenetic characterization of HeLa cells by spectral karyotyping”. 《Cancer Res.》 (영어) 59 (1): 141–50. PMID 9892199.
30. 1 2  Landry JJ, Pyl PT, Rausch T, Zichner T, Tekkedil MM, Stütz AM, Jauch A, Aiyar RS, Pau G, Delhomme N, Gagneur J, Korbel JO, Huber W, Steinmetz LM (2013). “The genomic and transcriptomic landscape of a HeLa cell line”. 《G3 (Bethesda)》 (영어) 3 (8): 1213–24. doi:10.1534/g3.113.005777. PMC 3737162. PMID 23550136.
31. ↑  Bottomley RH, Trainer AL, Griffin MJ. (1969). “Enzymatic and chromosomal characterization of HeLa variants”. 《J Cell Biol.》 (영어) 41 (3): 806–15. doi:10.1083/jcb.41.3.806. PMC 2107821. PMID 5768876.
32. ↑  Andrew Adey, Joshua N. Burton, Jacob O. Kitzman, Joseph B. Hiatt, Alexandra P. Lewis, Beth K. Martin, Ruolan Qiu, Choli Lee, Jay Shendure (2013년 8월 8일). “The haplotype-resolved genome and epigenome of the aneuploid HeLa cancer cell line”. 《Nature》 (영어) 500 (7461): 207–211. doi:10.1038/nature12064. PMC 3740412. PMID 23925245.
33. ↑  Callaway, Ewen (2013년 3월 15일). “Most popular human cell in science gets sequenced” (영어). Nature. doi:10.1038/nature.2013.12609. 2013년 8월 8일에 확인함.
34. 1 2  Callaway, Ewen (2013년 3월 27일). “HeLa publication brews bioethical storm” (영어). Nature. doi:10.1038/nature.2013.12689. 2013년 8월 8일에 확인함.
35. ↑  Callaway, Ewen (2013년 8월 7일). “Deal done over HeLa cell line” (영어). Nature. doi:10.1038/500132a. 2013년 8월 8일에 확인함.
36. 1 2  “NIH, Lacks family reach understanding to share genomic data of HeLa cells” (영어). The National Institutes of Health. 2013년 8월 7일. 2013년 8월 11일에 원본 문서에서 보존된 문서. 2013년 8월 8일에 확인함.
37. ↑  Callaway, Ewen (2013년 8월 7일). “NIH director explains HeLa agreement”. 《Nature》 (영어). doi:10.1038/nature.2013.13521.
38. ↑  Masters JR (2002). “HeLa cells 50 years on: the good, the bad and the ugly”. 《Nat. Rev. Cancer》 (영어) 2 (4): 315–9. doi:10.1038/nrc775. PMID 12001993.
39. ↑  Gold, Michael. 《A Conspiracy of Cells: One Woman's Immortal Legacy and the Medical Scandal It Caused》 (영어). ISBN 978-0-88706-099-1. 2010년 2월 17일에 원본 문서에서 보존된 문서. 2014년 10월 23일에 확인함.
40. ↑  Wang H, Huang S, Shou J, Su EW, Onyia JE, Liao B, Li S (2006). “Comparative analysis and integrative classification of NCI60 cell lines and primary tumors using gene expression profiling data”. 《BMC Genomics》 (영어) 7: 166. doi:10.1186/1471-2164-7-166. PMC 1525183. PMID 16817967.
41. ↑  Nardone RM (2007). “Eradication of cross-contaminated cell lines: a call for action” (PDF). 《Cell Biol. Toxicol.》 (영어) 23 (6): 367–72. doi:10.1007/s10565-007-9019-9. PMID 17522957. 2011년 10월 14일에 원본 문서 (PDF)에서 보존된 문서. 2014년 10월 23일에 확인함.
42. 1 2  Van Valen LM, Maiorana VC (1991). “HeLa, a new microbial species”. 《Evolutionary Theory & Review》 (영어) 10: 71–4. ISSN 1528-2619.
43. ↑  Duesberg P, Mandrioli D, McCormack A, Nicholson JM (2011). “Is carcinogenesis a form of speciation?”. 《Cell cycle (Georgetown, Tex.)》 (영어) 10 (13): 2100–14. doi:10.4161/cc.10.13.16352. PMID 21666415.
44. ↑  Cohan, FM (2002). “What are bacterial species?”. 《Annu. Rev. Microbiol》 (영어) 56: 457–487. doi:10.1146/annurev.micro.56.012302.160634. PMID 12142474.
45. ↑  Queiroz, K (2005). “Ernst Mayr and the modern concept of species”. 《Proc. Natl. Acad. Sci.》 (영어) 102 (Suppl 1): 6600–6607. doi:10.1073/pnas.0502030102. PMC 1131873. PMID 15851674.